# The Locust
The Locust är en noiserockgrupp från San Diego, Kalifornien, USA, bildad 1994. Bandet har en uppseendeväckande utstyrsel, och på bandets konserter pratar de inte med publiken efter en spelad låt, utan stämmer sina musikinstrument - vilket människor som inte känner till bandet kan tycka illa om, och då ofta häcklar bandet. The Locust själva anser dock att de gör sig bäst live.

## Medlemmar
Nuvarande medlemmar
- Bobby Bray – gitarr, sång (1994– )
- Justin Pearson – basgitarr, sång (1994– )
- Joey Karam – keyboard, sång (1997– )
- Gabe Serbian – gitarr (1998–2001), trummor (2001– )

Tidigare medlemmar
- Dylan Scharf – sång, gitarr (1994–1996)
- Dave Warshaw – keyboard, sång (1994–1996)
- Dave Astor – trummor (1994–2001)
- Jimmy LaValle – keyboard (1996–1997)

## Diskografi
Studioalbum
- 2003 – Plague Soundscapes
- 2005 – Safety Second, Body Last
- 2007 – New Erections
- 2010 – The Peel Sessions [1]

EP
- 1997 – The Locust
- 2001 – Flight of the Wounded Locust
- 2002 – Well I'll Be a Monkey's Uncle
- 2003 – Follow the Flock, Step in Shit
- 2005 – Safety Second, Body Last